# Android 12
Android 12是行動作業系統Android的第十二个主要版本和第十九個版本，由Google領導的開放手機聯盟開發。Android 12第一個開發者預覽版於2021年2月18日發布。第一个测试版於2021年5月18日发布，正式版於2021年10月4日发布。

## 歷史

開發者預覽版和 Beta 版的 Android 12 徽標

Android 12（內部代號為 Snow Cone ）於2021年2月18日由Google在他們的Android博客中首次公佈。，並且Google隨即發佈Android 12第一個開發者預覽版。
3月17日，Google發佈Android 12開發者預覽版2；4月21日，發佈Android 12開發者預覽版3。
Google I/O 21開發者大會上Google發布了Android 12 Beta 1，随后继续发布了 Beta 2 / 3 / 4 / 5。
10月4日，Google正式發佈Android 12穩定版的源代碼，但並未同時向受支持的Google Pixel系列設備推送Android 12正式版本更新，對此Google稱該公司正在為Pixel系列的Android 12更新作最後的收尾工作，以便為Pixel系列設備提供專屬體驗。最終受支持的Pixel手機於10月19日獲得Android 12更新推送。
10月底，Google發佈一套专为大屏幕设备准备的新分支系统Android 12L開發者預覽版。Android 12L的首个测试版于2021年12月发布，稳定版则于2022年3月正式发布。